# パーソナルジム
パーソナルジム（英：personal gym）とは、プロのインストラクターがマンツーマンでトレーニング指導するジム。

## 概要
担当トレーナーがひとりひとりに合わせたトレーニング計画を立てるので、運動が苦手な人でも安心してトレーニングをすることができる。筋力アップだけでなく、ダイエットや健康維持にも効果的なので、それぞれの目的に合わせてパーソナルジムを利用する人は年々増加傾向にある。

### パーソナルジムの効果
パーソナルジムはダイエットに効果的。その理由としてはプロがマンツーマンで徹底指導すること、半強制的にジム通いが習慣になること、食事管理のモチベーションが続くことなどが挙げられる。筋トレはダイエットに効果的であるが、パーソナルジムはその効果を最大化できると言える。

### パーソナルジムのメリット
パーソナルジムのメリットとしては効率がいいこと、モチベーションを維持できること、回りの目が気にならないことが挙げられる。予約を基本とするため、健康的な身体づくりをしたいなどの理由で運動習慣をつけたい人にもメリットがある。

### パーソナルジムの頻度
パーソナルジムの頻度について、REAL WORKOUTは週2回を勧めている。この理由として、回復期間を取るため、成長速度を上げるため、モチベーションを維持しやすいことの3つを挙げている。

### パーソナルジムの食事指導
パーソナルジムの食事指導では、トレーニングの効果を高めるために食事の量や必要な栄養素などを指導する。具体的には、栄養バランスを考えた食材の選び方や献立の作成、食べるタイミングなどを教える。

### パーソナルトレーナー
パーソナルトレーナーとは、客の健康や体型の目標達成をサポートするプロフェッショナル。

### パーソナルジムの大手店舗
パーソナルジムの大手としては、RIZAPグループが筆頭に挙げられる。また大手フィットネスクラブであるセントラルスポーツ、コナミスポーツクラブ、ティップネス、ルネサンスなどは、店舗内でパーソナルトレーニングを実施していることがある。